# Indianapolis Colts
Els Indianapolis Colts són una franquícia de futbol americà amb seu a Indianapolis, Indiana, i són membres de la divisió sud de l'American Football Conference (AFC) de la National Football League. Actualment el seu estadi és el Lucas Oil Stadium.
Tradicionalment, els seus colors són el blau i el blanc, de local, i com a visitants juguen totalment de blanc. Els Colts van arribar a Indianapolis després que l'equip marxés de Baltimore l'any 1984. Els Colts han guanyat cinc campionats de l'NFL incloent-hi dues Super Bowl. La més recent va ser la Super Bowl XLI de la temporada 2006-2007 aconseguida en el Sun Life Stadium de Miami, Florida, després de guanyar als Chicago Bears.

## Història

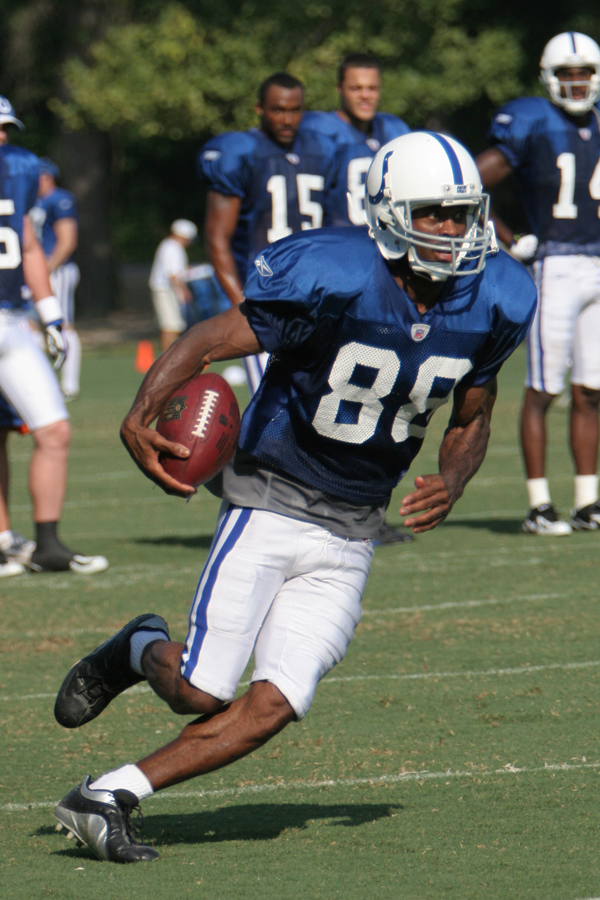
Equipació dels Colts

El 2007, després de guanyar la Conferència Americana en derrotar 38-34 als New England Patriots, van guanyar la Super Bowl XLI el 4 de febrer a Miami, Florida, en superar als Chicago Bears per 29 a 17, partit en el qual el seu quarterback titular Peyton Manning va ser elegit com el Jugador Més Valuós de la final. De fet, Manning, jugador dels Colts des del 1998, és considerat un dels millors jugadors de l'NFL, havent aconseguit el títol d'MVP (jugador més valuós) en la temporada 2003-04, on també va aconseguir el rating més alt en la història de l'NFL amb 121.1.
Després d'aconseguir la Super Bowl XLI, els Colts i Manning van aconseguir treure's de sobre la mala fama de ser "molt bons però mai guanyar el gran premi", en referència al fet que aconseguien molt bones marques en la temporada regular però queien abans de l'esperat en la postemporada.
Van arribar tres anys després a la Super Bowl XLIV a Miami de nou, però es van veure sorpresos pels New Orleans Saints.

## Millors Jugadors
- Peyton Manning, QB.
- Reggie Wayne, WR.
- Dallas Clark, TE.
- Dwight Freeney, DE.
- Robert Mathis, DE.
- Gary Brackett, LB.
- Clint Session, LB.
- Melvin Bullit, DB.
- Adam Vinatieri, K.
- Antoine Bethea,DB.
- Bob Sanders, DB.
- Jeff Saturday, C-G
- Ryan Diem, OT.

## Palmarès
- Campionats de Lliga (5)
  - Campions NFL (abans de la fusió AFL-NFL): 1958, 1959, 1968.
  - Campionats de la Super Bowl: 1970 (V), 2006 (XLI).
- Campionats de Conferència (7)
  - NFL Oest: 1958, 1959, 1964, 1968.
  - AFC: 1970, 2006, 2009
- Campionats de Divisió (16)
  - NFL Coastal: 1968
  - AFC Est: 1970, 1975, 1976, 1977, 1987, 1999
  - AFC Sud: 2003, 2004, 2005, 2006, 2007, 2009, 2010, 2013, 2014

## Estadis
- Memorial Stadium (1953–1983)
- RCA Dome (1984–2007)
- Lucas Oil Stadium (2008–actualitat)